# Наталія (ім'я)
Ната́лія — українська форма жіночого особового імені латинського походження Natalia, яке з'явилось в перші роки християнства. Часто побутує в українському народі.
Українські скорочені форми: Ната, Натка, Натя, Наталя і Наталка. Найпоширенішою зменшеною формою є Наталя, а найсучаснішими — Ната, Натка і Натя. Нерідко вживається французька форма — Наталі. Зараз, завдяки відновленню української ідентичності, багато «Наташ» обирають більш українські варіанти звертання до себе, такі як «Наталка» і інш.
Юридично Наталя і Наталія — різні імена, оскільки Наталя інколи виступає повним іменем.
Іменини відзначаються 26 серпня.

## Історія
Є жіночою формою чоловічого імені лат. Nātālis («рідний»). Можливий зв'язок з виразом dies natalis — «день народження, Різдво». Також пов'язують з natus — «народжений».
До української мови прийшло через церковнослов'янське та грецьке посередництво (грец. Ναταλία), запозичене з латинської мови.
Довгий час українські жінки не вживали масово це ім'я. Зробив його популярним письменник української літератури Іван Котляревський у ліричній п'єсі «Наталка Полтавка».

## Використання імені

### Героїні літературних творів
- Наталка — головна героїня п'єси Івана Котляревського «Наталка Полтавка».
- Наталка — героїня роману Івана Багряного «Тигролови». Дочка Сірків, кохана Григорія Многогрішного.

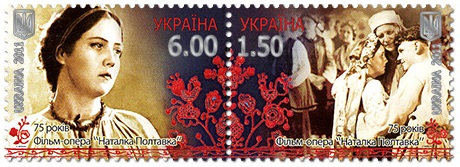
75 років. Фільм-опера «Наталка Полтавка»

### Музичні твори
- Пісня «Natali», виконавець П. Зібров.
- Пісня «Вулиця Наталі», виконавець Степан Гіга.
- Олег Винник — Наталя-Наталі

### Топоніми

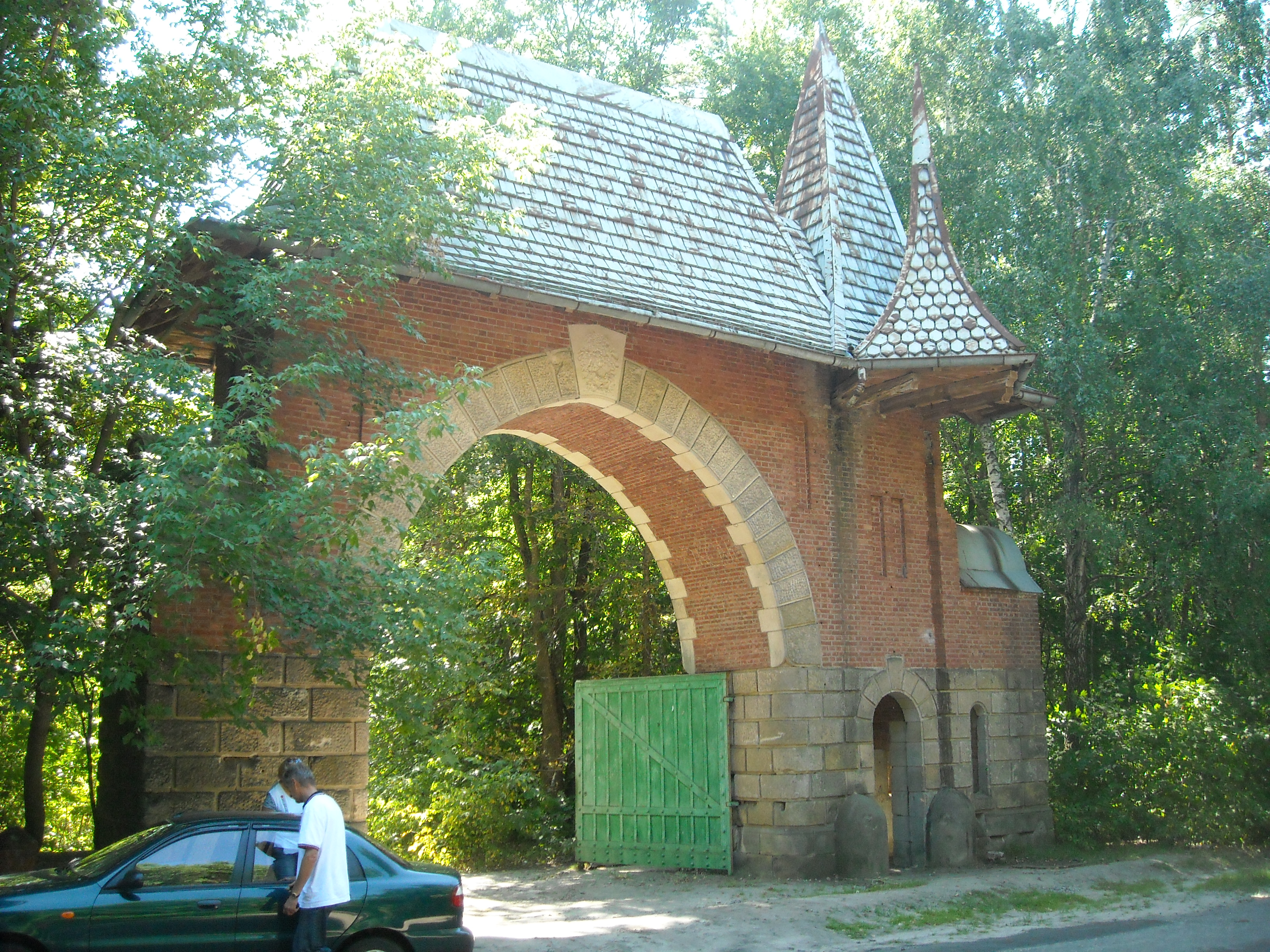
Наталіївський парк (па́рк-па́м'ятка садо́во-па́ркового мисте́цтва загальнодержа́вного зна́чення «Ната́ліївський») — палацово-парковий комплекс XIX століття, що знаходиться в селищі Володимирівка Краснокутського району Харківської області, за 18 км від залізничної станції Гути. Також відомий як заміська садиба «Наталіївка» (Наталівка).  - Наталіївський парк. Дорога до маєтку.
- Урочище «Наталка» (парк «Наталка») — зона відпочинку, що розташована у Києві. Тут містяться дві цінні історичні споруди: фрагмент Північного тунелю під Дніпром (залізобетонний кесон) та залишки колишнього шоу-парку «Золоті ворота».[5]
- Наталія — місто (англ. Natalia), що знаходиться у штаті Техас, США.
- Наталія (Баранівський район) — село в Україні, в Баранівському районі Житомирської області.
- Ната́лин — село в Україні, в Горохівському районі Волинської області.
- Наталієвка — село у Фалештському районі Молдови.

### Інше
- 448 Наталія — астероїд, відкритий в 1899 році.
- Наташа (Natasha) — сорт флоксу (Phlox maculata). Під цією торговою назвою він прийшов з Нідерландів. Іноді цей сорт називають «Соната», але назву «Наташа» голландці дали йому на честь Наталії Луніної, хранительки колекції флоксів Мінського Ботанічного саду, де вперше побачили його у радянські часи.[6][7]
- Наталья — ранній сорт винограду, колір ягід — темно-синій.
- Наташа — парфуми, фабрика «Новая Заря», 80-ті роки ХХ-ст.[8]
- Наталі — український російськомовний журнал для жінок, видавництво «Бліц-Інформ». Власник титулу «Всенародне визнання», лауреат і дипломант численних конкурсів, у тому числі «Золоте перо», журнал «НАТАЛІ» видається тиражем понад 630 000 екземплярів, об'ємом близько 250 сторінок і поширюється на всій території України.[9]
- «Ян і Наталка» — скульптурна композиція у Корсунь-Шевченківському парку (Черкаська обл., Україна).

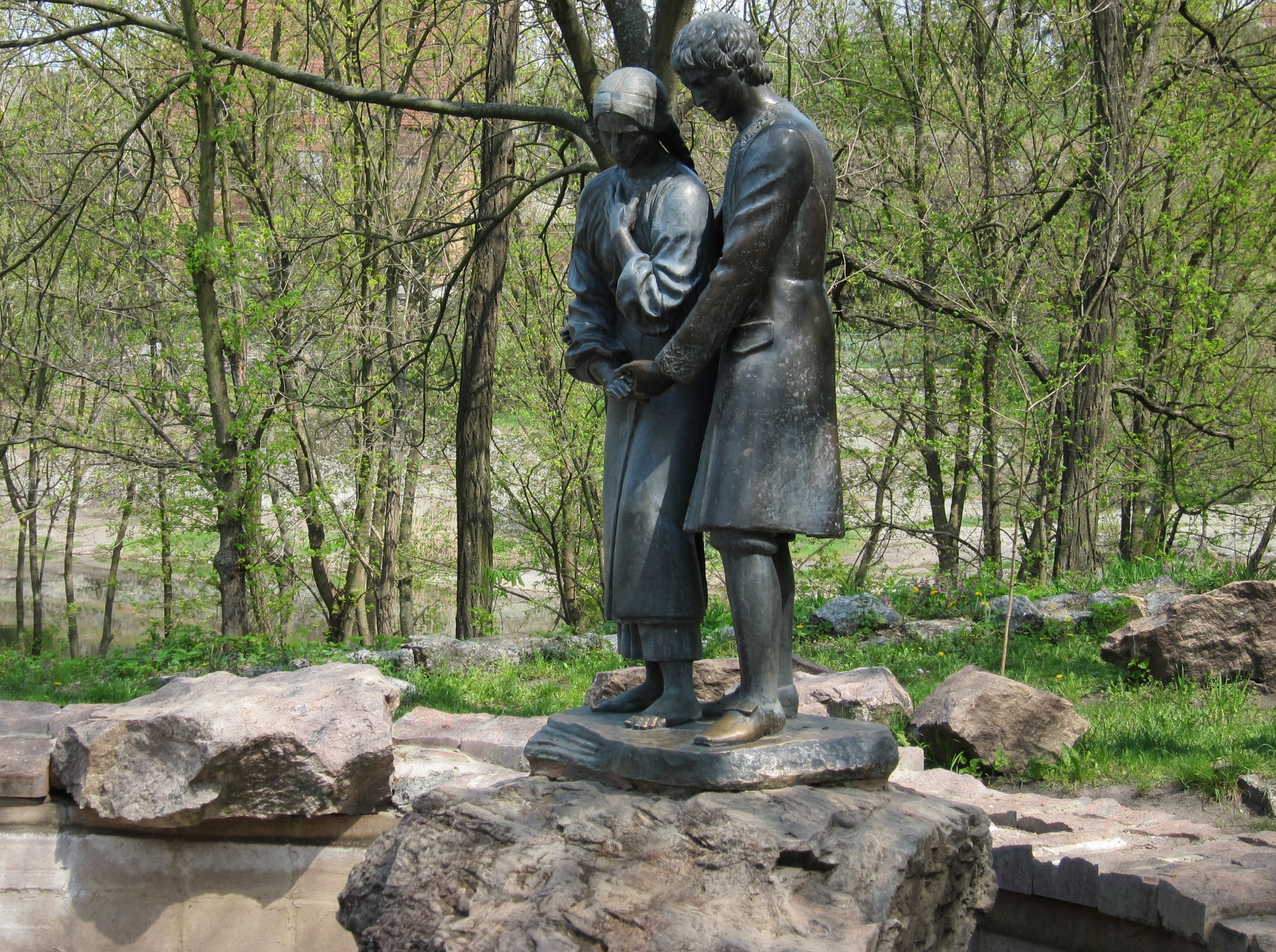
Скульптурна композиція «Ян і Наталка»

## Відомі носійки імені
- Кобринська Наталія Іванівна — українська письменниця, засновниця організованого феміністичного руху в Україні.
- Натале́на Короле́ва — українська письменниця.
- Наталія Могилевська — українська співачка.
- Наталія Денисенко — українська акторка.
- Наталія Орейро — акторка, співачка.
- Наталі́ Вуд — акторка.
- Наталі Портман — акторка.
- Наталі Дормер — акторка.
- Забіла Наталя — українська поетеса.
- Ужвій Наталія — українська акторка.
- Наталія Нікомидійська — дружина мученика Адріана Нікомидійського.
- Наталія Ковшова — снайперка, Герой Радянського Союзу.
- Наталі Бай — французька акторка.

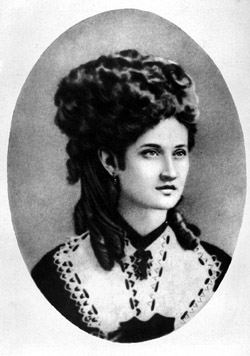
Наталія Кобринська
Натале́на Короле́ва
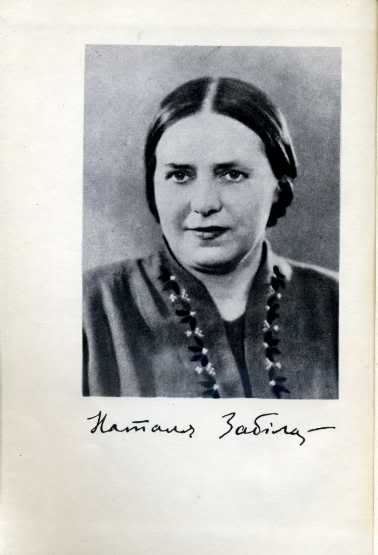
Наталія Забіла
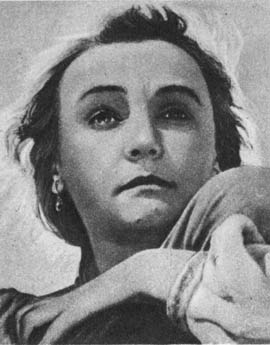
Наталія Ужвій
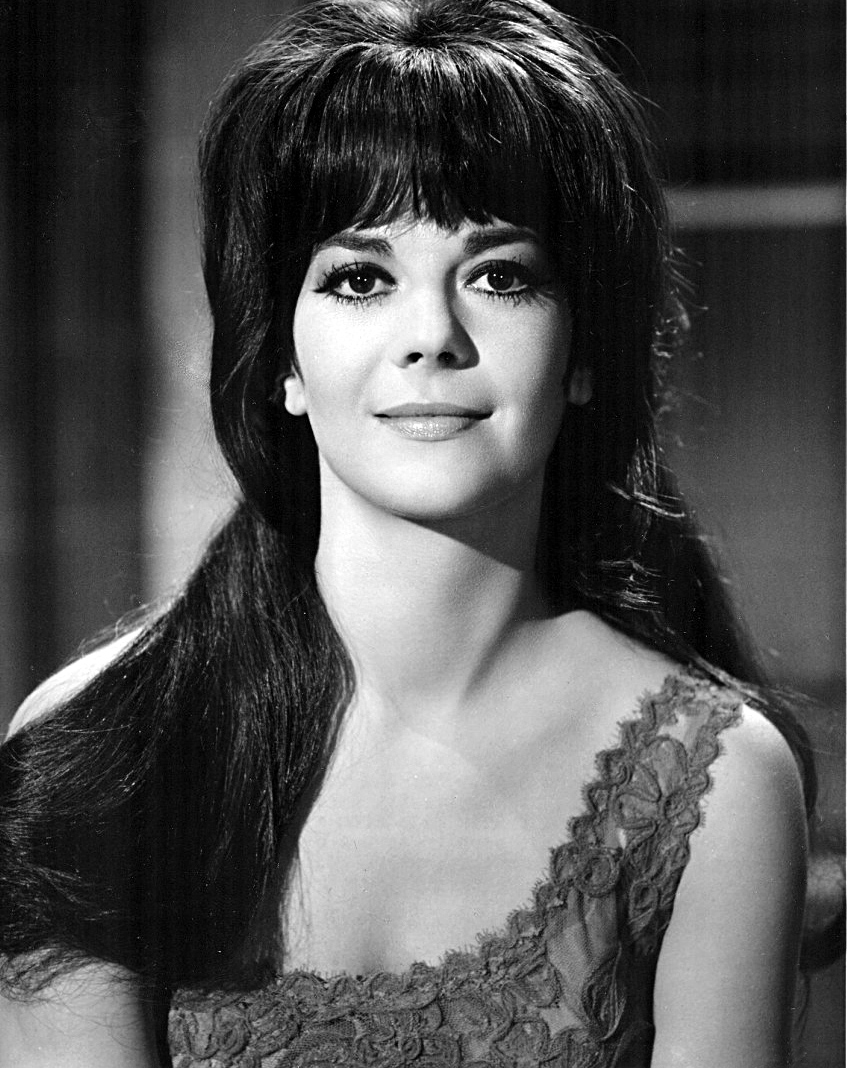
Наталі́ Вуд
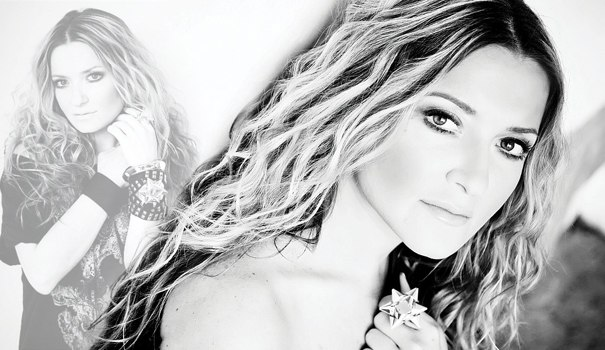
Наталія Могилевська
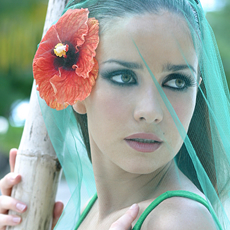
Наталія Орейро
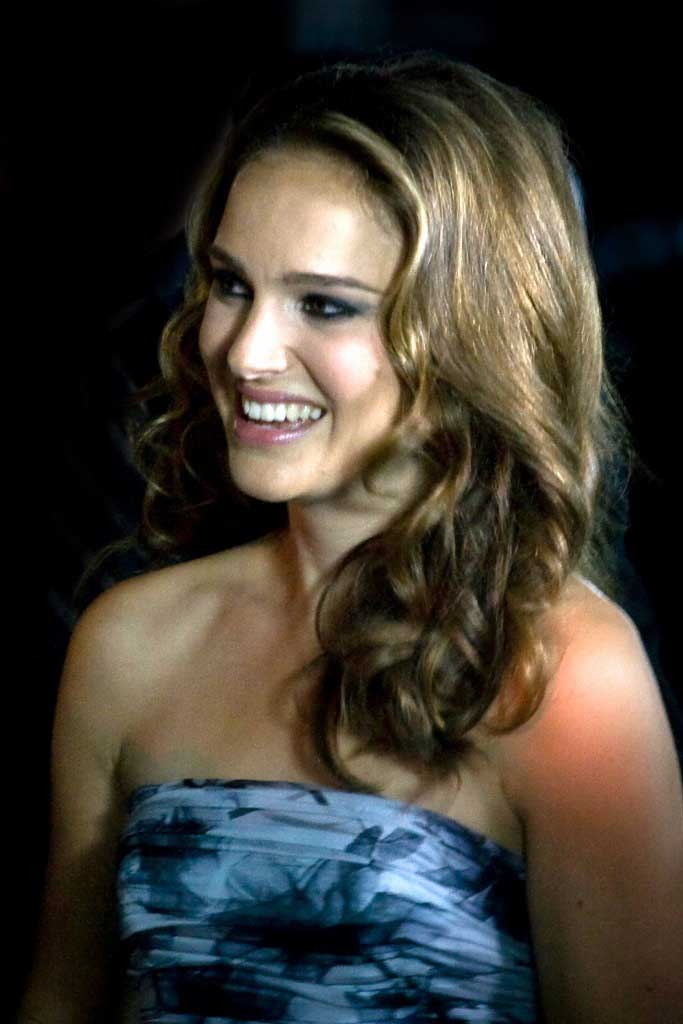
Наталі Портман
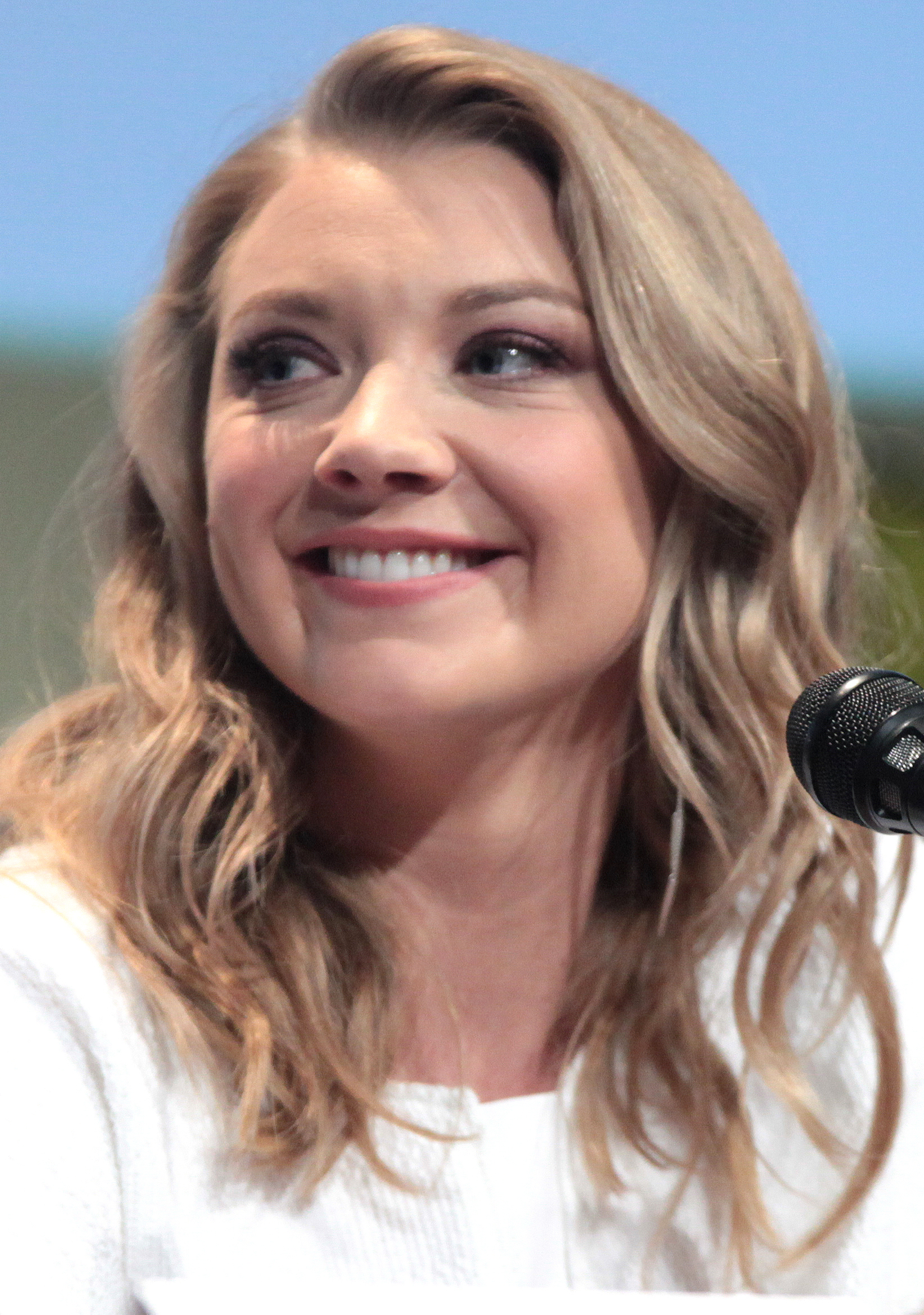
Наталі Дормер